# Рудой, Антон Владимирович
Антон Владимирович Рудой (род. 21 февраля 1983 года) — казахстанский и российский регбист, фланкер клуба «Красный Яр». В 2015 году получил гражданство Российской Федерации.

## Карьера
Дебютировал в чемпионате России в 2003 году в составе клуба «Енисей-СТМ» и стал вице-чемпионом России. Следующие три сезона провёл в «Новокузнецке». Вернувшись в красноярскую команду трижды становится чемпионом, а также трижды вице-чемпионом и бронзовым призёром. Приказом министра спорта России №20-нг от 11 марта 2013 года присвоено спортивное звание мастер спорта России.
Привлекался в сборную Казахстана, где был одним из её лидеров. В 2015 получил право выступать за сборную России, благодаря правилу 8 World Rugby. Согласно этому правилу игрок заигранный за национальную сборную одной страны, но имеющий основания представлять другую страну, не игравший в своей сборной не менее трех лет, может получить право выступать за сборную другой страны, сыграв за сборную по регби-7 другой страны в турнире, входящем в олимпийский цикл (собственно Олимпийские игры и квалификационные турниры).
В первом же матче за сборную против Испании занес решающую попытку.
17 июня 2018 года Антон Рудой занёс сразу три попытки в матче против сборной Канады и принёс сборной России первую в истории победу над Канадой со счётом 43:20.
В апреле 2021 года Антон ушел из «Красного Яра», взял паузу от регби, и сообщил, что может завершить спортивную карьеру. В декабре 2021 года был дисквалифицирован на два года из-за допинга. Дисквалификация отсчитывается с 1 сентября 2020 года . По окончании дисквалификации вернулся в «Красный Яр».

## Достижения
- Чемпионат России:
  -  Чемпион России: 2011, 2012, 2014, 2016, 2017, 2018
  -  Серебряный призёр чемпионата России: 2003, 2007, 2009, 2010, 2015
  -  Бронзовый призёр чемпионата России: 2008
- Кубок России:
  -  Обладатель Кубка России: 2008, 2014, 2016, 2017, 2018
  -  Финалист Кубка России: 2010, 2011, 2013